# Nyctemera leucostigma
Nyctemera leucostigma là một loài bướm đêm thuộc phân họ Arctiinae, họ Erebidae.